# Gerard Coach
Gerard Coach war ein US-amerikanischer Hersteller von Automobilen.

## Unternehmensgeschichte
Alan Gerard, der vorher Omna-Auto leitete, gründete das Unternehmen in Kirkland im Staat Washington. Zwischen etwa 1977 und 1985 stellte er Automobile und Kit Cars her. Der Markenname lautete Gerard.

## Fahrzeuge
Ein Modell war der Tiger II. Dies war ein offener Roadster mit einer niedrigen Karosserielinie und Trittbrettern. Der Antrieb kam wahlweise vom Ford Pinto oder von General Motors.
Der Lion war die Nachbildung des Jaguar XK-SS. Die Karosserie bestand aus Fiberglas. Verschiedene V6- und V8-Motoren von General Motors trieben die Fahrzeuge an. Hiervon entstanden etwa sechs Fahrzeuge.